# Cranbury Township
Cranbury Township ist ein Township im Middlesex County des US-Bundesstaats New Jersey. Das U.S. Census Bureau ermittelte bei der Volkszählung 2020 eine Einwohnerzahl von 3842.

## Geographie
Nach den Angaben des United States Census Bureaus hat die Stadt eine Gesamtfläche von 34,8 km2, wovon 34,7 km2 Land und 0,1 km2 (0,30 %) Wasser ist. Innerhalb des Townships liegt die Stadt Cranbury.

## Demographie
Nach der Volkszählung von 2000 gibt es 3.227 Menschen, 1.091 Haushalte und 877 Familien in der Stadt. Die Bevölkerungsdichte beträgt 92,9 Einwohner pro km2. 88,78 % der Bevölkerung sind Weiße, 2,26 % Afroamerikaner, 0,00 % amerikanische Ureinwohner, 7,41 % Asiaten, 0,00 % pazifische Insulaner, 0,22 % anderer Herkunft und 1,33 % Mischlinge. 1,70 % sind Latinos unterschiedlicher Abstammung.
Von den 1.091 Haushalten haben 46,3 % Kinder unter 18 Jahre. 74,6 % davon sind verheiratete, zusammenlebende Paare, 4,3 % sind alleinerziehende Mütter, 19,6 % sind keine Familien, 16,3 % bestehen aus Singlehaushalten und in 7,9 % Menschen sind älter als 65. Die Durchschnittshaushaltsgröße beträgt 2,92, die Durchschnittsfamiliengröße 3,31.
30,4 % der Bevölkerung sind unter 18 Jahre alt, 3,4 % zwischen 18 und 24, 27,6 % zwischen 25 und 44, 27,3 % zwischen 45 und 64, 11,2 % älter als 65. Das Durchschnittsalter beträgt 40 Jahre. Das Verhältnis Frauen zu Männer beträgt 100:93,3, für Menschen älter als 18 Jahre beträgt das Verhältnis 100:90,4.
Das jährliche Durchschnittseinkommen der Haushalte beträgt 111.680 USD, das Durchschnittseinkommen der Familien 128.410 USD. Männer haben ein Durchschnittseinkommen von 94.683 USD, Frauen 44.167 USD. Der Prokopfeinkommen der Stadt beträgt 50.698 USD. 1,6 % der Bevölkerung und 0,7 % der Familien leben unterhalb der Armutsgrenze, davon sind 2,7 % Kinder oder Jugendliche jünger als 18 Jahre und 0,9 % der Menschen sind älter als 65.